# Gracemere
Gracemere ist eine Stadt im Osten von Queensland in Australien. Der Ort hat 11.537 Einwohner (2021).

## Geographie
Gracemere ist zehn Kilometer vom Stadtzentrum von Rockhampton und dem Fitzroy River entfernt und liegt rund 620 Kilometer nördlich von Brisbane. Der Capricorn Highway (A4) verläuft in West-Ost-Richtung durch den Ort, der Burnett Highway (A3) tangiert ihn im Osten und der Bruce Highway (A1) erreicht seine nordöstlichste Spitze. Das Korallenmeer befindet sich 40 Kilometer entfernt im Osten.

## Geschichte
1853 kamen die ursprünglich aus Schottland stammenden Siedler Charles and William Archer in die östlichen Regionen Queenslands und gründeten 1855 eine Stadt an einem See, die sie Gracemere nannten. Der Name basiert auf dem Vornamen Grace der Frau ihres Bruders Thomas sowie der schottischen Bezeichnung für See: mere.
Lebensgrundlage der Siedler war zunächst die Schaf- und Rinderzucht. 
Wegen der fruchtbaren Gegend entwickelte sich dieses Gewerbe schnell weiter, und die Bevölkerungszahl stieg schnell an. Weitere Impulse ergaben sich durch die Erschließung von Kohleminen im Umfeld sowie mit dem Bau der Stanwell Power Station in den 1980er Jahren.  Dies kommt auch in der Einwohnerentwicklung zum Ausdruck:
| Jahr/Datum | Einwohner |
| ---------- | --------- |
| 1881       | 64        |
| 1901       | 226       |
| 1933       | 423       |
| 1976       | 292       |
| 1981       | 1263      |
| 1991       | 3403      |
| 2001       | 4463      |
| 2006       | 5061      |
| 2011       | 8401      |

Gracemere ist als attraktive Wohngegend zum nahen Rockhampton gefragt und ist auch für die regelmäßig stattfindenden Auktionen für Nutztiere bekannt.
Zur Ansiedlung von Industriebetrieben für die westlich gelegenen sehr umfangreichen Kohlevorkommen im Bowenbecken sowie im Galilee-Becken wurde eine weitere Ausdehnung der Stadt erwartet.